# Neoseiulus transversus
Neoseiulus transversus är en spindeldjursart som beskrevs av Denmark och Muma 1973. Neoseiulus transversus ingår i släktet Neoseiulus och familjen Phytoseiidae. Inga underarter finns listade i Catalogue of Life.